# TOMOHISA YAMASHITA ASIA TOUR 2011 SUPER GOOD SUPER BAD
『TOMOHISA YAMASHITA ASIA TOUR 2011 SUPER GOOD SUPER BAD』（トモヒサ ヤマシタ アジア ツアー 2011 スーパーグッド スーパーバッド）は山下智久の初の映像作品。2011年12月21日にジャニーズ・エンタテイメントより発売された。

## 概要
2011年1月から5月にかけて行われた、山下自身初となるアジアツアー『TOMOHISA YAMASHITA ASIA TOUR 2011 Super good Super bad』の東京・国立代々木第一体育館での5月10日の模様を収録。
DVD初回盤、DVD通常盤、Blu-rayの3形態でのリリース。初回盤は、スペシャルパッケージ(三方背ケース入り)で64Pブックレットを封入。通常盤、Blu-ray共に、16Pブックレットが封入されている。
各種のDISC1とDISC2には、共通の内容が収録されている。だが、DVD初回盤にのみ、「はだかんぼー」のMUSIC CLIPが収録されている。

## 収録内容

### 本編映像
DISC 1
1. Overture
2. 抱いてセニョリータ
3. フィーバーとフューチャー
4. 青春アミーゴ
5. Theme of "SUPERBAD"
6. Tokyo Sinfonietta
7. MOLA（R-midwest REMIX）
8. One in a million
9. Yours Baby
10. ごめんね
11. ADAMAS
12. My Dear
13. Dance Jam
14. Sleepwalking
15. Inter
16. TOMO
17. 溺愛ROBOT
18. 罪と罰
19. World is yours
20. はだかんぼー
21. Crazy You
22. Friday Night
23. Blood Diamond
24. ONE GIRL
25. Touch You
26. PARTY DON'T STOP（feat.DJ DASK）

ENCORE
1. Loveless
2. 青

W ENCORE
1. One in a million
2. はだかんぼー
3. LOVE SONG

### 特典映像
DISC 2
1. TOUR DOCUMENTARY IN SUPER GOOD SUPER BAD
2. 「はだかんぼー」MUSIC CLIP
DVD初回盤のみ収録。